# Захарий Стоянов
Захарий Стоянов (настоящее имя Джендо Стоянов Джедев; 1850, Медвен, Османская империя (совр. Болгария) — 2 сентября 1889, Париж, Франция), — болгарский революционер, политик, журналист и писатель. Один из руководителей болгарского национально-освободительного движения во Фракии.

## Биография
Захарий Стоянов участвовал в Старозагорском восстании (1875), был одним из руководителей IV Пловдивского революционного округа во время Апрельского восстания (1876). Был взят в плен и заключен в тюрьму.
После 1878 г. Захарий Стоянов стал членом окружного суда в Тырново (1880), служащим в Дирекции правосудия Восточной Румелии (1882—1885). В качестве главы Болгарского тайного центрального революционного комитета руководил объединениями повстанцев Княжества Болгарии и Восточной Румелии. От лица повстанцев обратился к князю Александру с призывом объединить страну.
После объединения Болгарии был депутатом Народного собрания (1886), заместителем спикера (1887) и спикером (1888—1889). В качестве соредактора газеты «Независимост» выступал с резкими антироссийскими статьями, вызванными российским противодействием объединению страны. В конце жизни возглавлял Народно-либеральную партию.

## Сочинения
- Искандер бей. Разказ из бълг. живот. 1882
- Васил Левски (Дяконът). Черти из живота му. 1883 (с предг. от Цветан Минков, 1937, 1940; под ред. на Ст. Каракостов, 1943. 1946, 1982, 1987)
- Записки по българските въстания. Разказ на очевидци, 1870—1876. Т. 1-3. 1884—1892 (с предг. от Александър Балабанов 1928, 1939, 1940; с предг. от Л. Стоянов 1948, 1949, 1957; с предг, от П. Пондев 1962; с предг. от В. Андреев 1956, 1967, 1975, 1976, 1977, 1986, 1987)
- Заробването на Гаврил паша, 6-ти септември 1885 г. 1885
- Черти из живота и списателската деятелност на Любен С. Каравелов. Реч. 1885
- Четите в България на Филип Тотя, Хаджи Димитър и Стефан Караджата. 1867—1868. 1885 (1938, 1940, 1967, 1977, 1980: с предг. от Е. Карамфилов 1982, 1987)
- Какво направихме в Търново? Отчет към моите избиратели в Пловдив, Котел и околиите. 1886
- Кои са виновниците на 9 август? 1886
- Коронованите нихилиста в България. 1886
- Не му беше времето. (Отговор на брошурата «Недоразумението между българското и руското правителства»). 1886
- Чардафон Велики. 1887 (1942)
- Христо Ботйов. Опит за биография. 1888 (1892, 1919, 1940, 1946, 1966, 1976)
- Априлското въстание. Из «Записки по българските въстания».; 1942 (1949, 1955, 1967, 1968, 1969, 1970, 1971, 1974, 1975, 1976, 1979, 1981)
- Неиздадени съчинения. Увод. ред., бел. от А. Емануилов. 1943
- Съчинения. В 3 т. Ред. Ал. Бурмов и др. 1965—1966 (1983)
- Непознати страници. Материали от личния архив на писателя. Съст., бел. Й. Палежев. 1981
- Из «Записки по българските въстания. Разкази на очевидци. 1870—1876». 1988